# Torpil
Il torpil (in bulgaro фунийки с крем?, funijki s krem; in russo Трубочки с кремом?, trubočki s kremom; in polacco Rurki z kremem) è un prodotto di pasticceria della cucina turca e balcanica a base di una pasta di millefoglie, riempita con una crema pasticcera generalmente prodotta con latte, farina comune, burro (o margarina), vaniglia, zucchero e uova. La parola torpil significa letteralmente siluro in lingua turca ed è sicuramente data a questo dolce perché la sua forma lo ricorda. A volte questa brioche ha la forma di un cono ed è anche chiamata Külah tatlısı, o cono dolce (In lingua turca, "külah" è il cono di cialda per mangiare il gelato).